# Callogobius clitellus
Callogobius clitellus är en fiskart som beskrevs av Mckinney och Lachner, 1978. Callogobius clitellus ingår i släktet Callogobius och familjen smörbultsfiskar. IUCN kategoriserar arten globalt som livskraftig. Inga underarter finns listade.